# アンガヴァ半島

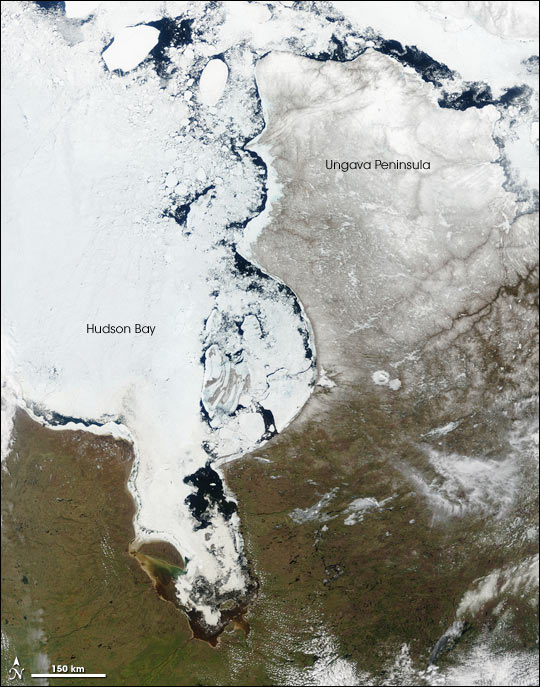
アンガヴァ半島

半島の位置

アンガヴァ半島 （アンガヴァはんとう、英: Ungava Peninsula）とはカナダ・ケベック州の北にあり、ハドソン湾、ハドソン海峡、アンガヴァ湾に面した半島。ラブラドル半島の一部であり、面積は25万2,000平方km。
アンガヴァ半島はカナダ楯状地の一部で、全面的に樹木の生えないツンドラに覆われている。またその間を無数の河川、氷河湖が東西方向に平行に延びている。氷期に半島を覆った氷床が解けたのはわずか6500年前のことで（氷床の大きさが最大だったのは11,500年前）、前回の氷期に北米大陸のほとんど（カナダ全土と、ニューヨークあたりまでのアメリカ合衆国）を覆ったローレンタイド氷床（9万年前から1万8千年前ごろまで存在）はこの半島を中心に北米に広がったと見られている。
気候は非常に寒く（ケッペンの気候区分では寒帯、ツンドラ気候にあたる）、東の海上を流れるラブラドル海流の上を通る風がこの半島のみならずケベック北部やラブラドール地方全体を吹き渡り、夏でも冷たい原因となっている。
広大な半島の人口は1万人、うち90%はイヌイットであり、海岸沿いにある12の村に住んでいる。ケベック州の北緯55度線以北の地区はヌナビク地区に含まれており、この半島はその面積の3分の2を占める。アンガヴァ湾から大河コクソアク川を内陸に入ったところにある村クージュアク、人口は2001年で1,932人）がヌナビク地域最大で、アンガヴァ半島全域を管轄するカティビク地域政府）の首都となっている。アンガヴァ半島の沖合いに浮かぶ島はすべてケベック州でなくヌナブト準州の一部である。
この半島の地域はケベック南部とは航空路で結ばれている。また海氷が解けると船便も運行する。分厚い永久凍土のため、いくつかの地域では普通の建物が建てられない。
座標: 北緯59度 西経74度 / 北緯59度 西経74度